# Tschechische Badmintonmeisterschaft 2015
Die Tschechische Badmintonmeisterschaft 2015 fand vom 30. Januar bis zum 1. Februar 2015 in Karviná statt.

## Medaillengewinner
| Disziplin    | Gold                                | Silber                            | Bronze                           |
| ------------ | ----------------------------------- | --------------------------------- | -------------------------------- |
| Herreneinzel | Petr Koukal                         | Milan Ludík                       | Jakub Bitman                     |
| Herreneinzel | Petr Koukal                         | Milan Ludík                       | Jan Fröhlich                     |
| Dameneinzel  | Kristína Gavnholt                   | Zuzana Pavelková                  | Kateřina Tomalová                |
| Dameneinzel  | Kristína Gavnholt                   | Zuzana Pavelková                  | Martina Vacková                  |
| Herrendoppel | Stanislav Kohoutek Michal Světnička | Martin Herout René Neděla         | Jan Jirásek Daniel Skrčený       |
| Herrendoppel | Stanislav Kohoutek Michal Světnička | Martin Herout René Neděla         | Pavel Florián Ondřej Kopřiva     |
| Damendoppel  | Lucie Černá Hana Milisová           | Magdaléna Lajdová Denisa Šikalová | Šárka Křížková Kateřina Tomalová |
| Damendoppel  | Lucie Černá Hana Milisová           | Magdaléna Lajdová Denisa Šikalová | Lucie Pilařová Petra Pilařová    |
| Mixed        | Jakub Bitman Alžběta Bášová         | Stanislav Kohoutek Hana Milisová  | Pavel Drančák Magdaléna Lajdová  |
| Mixed        | Jakub Bitman Alžběta Bášová         | Stanislav Kohoutek Hana Milisová  | Vojtěch Šelong Denisa Šikalová   |